# جیمز مارکوس (بازیگر آمریکایی)
جیمز مارکوس (انگلیسی: James Marcus؛ ۲۱ ژانویهٔ ۱۸۶۷ – ۱۵ اکتبر ۱۹۳۷) بازیگر آمریکایی بود. وی از سال ۱۹۱۵ تا ۱۹۳۷ در بیش از ۱۰۰ فیلم ظاهر شد. او زاده نیویورک بود. جیمز در ۱۵ اکتبر ۱۹۳۷ در ۷۰ سالگی بر اثر سکته قلبی در هالیوود، لس آنجلس درگذشت.

## گزیدهٔ فیلم‌شناسی
- باززایش (۱۹۱۵)
- کارمن (۱۹۱۵)
- الیور توئیست (۱۹۲۲)
- لایتنینگ (۱۹۲۵)
- عقاب (۱۹۲۵)
- داغ ننگ (۱۹۲۶)
- سوپ اردک (۱۹۲۷)
- سیدی تامسون (۱۹۲۸)
- گشت مرزی (۱۹۲۸)
- ارواسمیت (۱۹۳۱)